# Đường cao tốc vành đai 1 vùng thủ đô Seoul
| Các tuyến đường cao tốc trước năm 2001 (Điểm xuất phát tính trước ngày 24/08/2001) | Các tuyến đường cao tốc trước năm 2001 (Điểm xuất phát tính trước ngày 24/08/2001) | Các tuyến đường cao tốc trước năm 2001 (Điểm xuất phát tính trước ngày 24/08/2001) |
| ---------------------------------------------------------------------------------- | ---------------------------------------------------------------------------------- | ---------------------------------------------------------------------------------- |
| Kí hiệu tuyến đường Năm sử dụng                                                    |                                                                                    |                                                                                    |
| Năm 1991 ~ 1997                                                                    | Năm 1997 ~ 2001                                                                    |                                                                                    |
| Tên tuyến đường                                                                    | Đường cao tốc vành đai ngoài Seoul                                                 | Đường cao tốc vành đai ngoài Seoul                                                 |
| Số tuyến đường                                                                     | Đường cao tốc số 101                                                               | Đường cao tốc số 101                                                               |
| Điểm bắt đầu                                                                       | Seongnam-si, Gyeonggi-do                                                           | Seongnam-si, Gyeonggi-do                                                           |
| Điểm kết thúc                                                                      | Seongnam-si, Gyeonggi-do                                                           | Seongnam-si, Gyeonggi-do                                                           |

Đường cao tốc vành đai 1 vùng thủ đô (Tiếng Hàn: 수도권제1순환고속도로, Sudogwon Je1sunhwan Gosokdoro; Hanja: 首都圈第一循環高速道路) hay Đường cao tốc số 100 (Tiếng Hàn: 고속국도 제100호선) là một đường cao tốc, đường vành đai hoặc đường vòng quanh thành phố trong vùng thủ đô Seoul bao gồm Seoul, Incheon, Gyeonggi-do. Nó đi qua Seoul, Hanam-si, Guri-si, Namyangju-si, Uijeongbu-si, Yangju-si, Goyang-si, Gimpo-si, Incheon, Bucheon-si, Siheung-si, Ansan-si, Gunpo-si, Anyang-si, Uiwang-si, Seongnam-si. Đường cao tốc có độ dài 127,6 km.
Từ năm 2010, tuyến xe buýt vòng Gyeonggi nối với các thị trấn địa phương thông qua đường cao tốc này.

## Lịch sử
- 14 tháng 1 năm 1988: Đoạn giữa Sampyeong-dong, Seongnam-si và Inchang-dong, Guri-si, Gyeonggi-do, được chỉ định là Đường cao tốc số 11 Đường cao tốc Pangyo ~ Guri (Phần Pangyo ~ Guri)[1]
- Tháng 2 năm 1988 : Khởi công xây dựng Pangyo JC ~ Hanam JC, Hail IC ~ Toegyewon IC.
- 6 tháng 2 năm 1988: Xác định khu vực đường bộ dài 25,5 km giữa Sampyeong-dong, Seongnam-si và Inchang-dong, Guri-si, Gyeonggi-do để xây dựng Đường cao tốc Pangyo ~ Guri[2]
- 25 tháng 7 năm 1991: Một số đoạn của Đường cao tốc Jungbu được hợp nhất và ga cuối được mở rộng từ 'Inchang-dong, Guri-si, Gyeonggi-do' ~ 'Toegyewon-myeon, Namyangju-gun, Gyeonggi-do'. Tên tuyến đường đã thay đổi thành Đường cao tốc số 101 (Đường cao tốc vành đai ngoài Seoul)[3]
- 30 tháng 10 năm 1991: Xác định khu vực đường bộ giữa Inchang-dong, Guri-si và Sanno-dong, dài 2,54 km, để xây dựng Đường cao tốc vành đai ngoài Seoul[4]
- 31 tháng 10 năm 1991: Khai trương đoạn 19,3 km giữa Pangyo JC ~ Hanam JC[5]
- 29 tháng 11 năm 1991: Khai trương đoạn 4,2 km giữa Hail IC ~ Namyangju IC[6]
- Tháng 12 năm 1991: Khởi công xây dựng đoạn Pangyo JC ~ Sanbon IC
- 13 tháng 1 năm 1992: Thay đổi khu vực đường để xây dựng Topyeong IC trong đoạn 600m của Topyeong-dong, Guri-si, Gyeonggi-do[7]
- 29 tháng 4 năm 1992: Tuyến đường được đổi thành đường vòng bằng cách kéo dài ga cuối từ 'Toegyewon-myeon, Namyangju-gun, Gyeonggi-do' ~ 'Sampyeong-dong, Bundang-gu, Seongnam-si, Gyeonggi-do'.[8]
- Tháng 5 năm 1992: Khởi công xây dựng Jangsu IC ~ Seoun JC
- 18 tháng 6 năm 1992: Để xây dựng đoạn Pangyo ~ Ilsan của Đường cao tốc vành đai ngoài Seoul, khu vực đường bộ cho đoạn 56,8 km giữa Sampyeong-dong, Bundang-gu, Seongnam-si, Gyeonggi-do và Hyoja ja-dong, Goyang-si đã được xác định[9]
- Tháng 12 năm 1992: Khởi công xây dựng Sinpyeong IC ~ Gimpo IC
- 10 tháng 12 năm 1992: Khai trương đoạn 2,3 km giữa Namyangju IC ~ Guri IC[10]
- 4 tháng 2 năm 1994: Khai trương đoạn 2,7 km giữa Guri IC ~ Toegyewon IC[11]
- 1 tháng 10 năm 1994: Khai trương Topyeong IC[12]
- 24 tháng 1 năm 1995: Do công việc mở rộng làn thu phí Guri cho đến tháng 12 năm 1995, khu vực đường được thay đổi từ Topyeong-dong thành Sutaek-dong, Guri-si, Gyeonggi-do[13]
- Tháng 6 năm 1995: Khởi công xây dựng Sanbon IC ~ Jangsu IC, Seoun JC ~ Gimpo IC
- 14 tháng 7 năm 1995: Quyết định khu vực đường giữa Sannodong, Guri-si, Gyeonggi-do và Dobong-dong, Dobong-gu, Seoul để xây dựng đoạn Nowon-Toegyewon của Đường cao tốc vành đai ngoài Seoul vào tháng 12 năm 2000[14]
- 20 tháng 7 năm 1995: Khai trương đoạn 8,8 km giữa Pangyo JC ~ Hakui JC[15]
- 28 tháng 12 năm 1995: Khai trương đoạn 3,3 km giữa Pyeongchon IC ~ Hakui JC[16]
- 31 tháng 10 năm 1996: Khai trương đoạn 3,3 km giữa Sanbon IC ~ Pyeongchon IC [17]
- 22 tháng 2 năm 1997: Khi đoạn núi Sorae được thay đổi từ phương pháp rạch thành Đường hầm Sorae vào tháng 12 năm 1999, khu vực đường bộ đã được thay đổi từ Daeya-dong, Siheung-si, Gyeonggi-do thành Jangsu-dong, Namdong-gu, Incheon, 3.04 km[18]
- 2 tháng 5 năm 1997: Khởi công xây dựng Shinpyeong IC ~ Ilsan IC
- 10 tháng 7 năm 1997: Thay đổi khu vực đường giữa Godeok-dong, Gangdong-gu, Seoul và Deokpung -dong, Hanam-si, Gyeonggi-do để mở rộng đoạn Hanam JC ~ Hail IC cho đến tháng 12 năm 2001[19]
- 10 tháng 10 năm 1997: Do thay đổi tuyến tính do thay đổi làn đường từ Nowon ~ Toegyewon thành 8 làn đường, đoạn đường dài 10,817 km giữa Sanno-dong, Guri-si, Gyeonggi-do và Dobong-dong, Dobong-gu, Seoul đã bị đổi thành 6.003 km giữa Sanno-dong, Guri-si, Gyeonggi-do và Sanggye-dong, Nowon-gu, Seoul. Hiện tại Sanggye-dong, Nowon-gu ~ Dobong-dong, Dobong-gu, Seoul dài 4.814 km khu vực đường bộ nâng lên[20]
- 24 tháng 10 năm 1997: Xác định khu vực đường cho đoạn 2,12 km giữa Todang-dong và Naegok-dong, Goyang-si, Gyeonggi-do, cho đoạn mới giữa Sinpyeong IC ~ Jido IC vào tháng 12 năm 2000[21]
- 3 tháng 11 năm 1997: Khai trương đoạn 3,5 km giữa Sinpyeong IC ~ Gimpo IC bao gồm cả cầu Gimpo[22]
- 7 tháng 3 năm 1998: Do mở rộng tuyến khứ hồi 8 làn xe giữa Pangyo JC ~ Hanam IC cho đến tháng 12 năm 2001, khu vực đường đã được thay đổi giữa Sampyeong-dong, Bundang-gu, Seongnam-si và Cungung-dong, Hanam-si, 19,3 km ở Gyeonggi-do[23]
- 11 tháng 4 năm 1998: Do thành lập trạm thu phí Nongok, bãi bỏ Dori IC và thay đổi hướng tuyến của một số đoạn vào tháng 12 năm 1999, khu vực đường đã được thay đổi cho đoạn 9,44 km giữa Jonam-dong và Gyesu-dong, Siheung-si, Gyeonggi-do[24]
- 14 tháng 4 năm 1998: Do việc xây dựng mở rộng đường kết nối Gimpo IC và mở rộng kết nối Quốc lộ 48 cho đến tháng 12 năm 1999, khu vực đường đã được thay đổi giữa Singok-ri, Gochon-myeon, Gimpo-gun, Gyeonggi-do và Todang-dong, Goyang-si, 3,475 km[25]
- 30 tháng 6 năm 1998: Công bố kế hoạch cơ bản cho dự án cơ sở đầu tư tư nhân giữa Ilsan và Toegyewon của Đường cao tốc Vành đai Ngoài Seoul[26][27]
- 24 tháng 7 năm 1998: Khai trương đoạn 8,0 km giữa Seoun JC ~ Jangsu IC (Cầu cạn Bucheon)[28]
- 17 tháng 10 năm 1998: Do sự thay đổi định dạng của Bakchon IC cho đến tháng 12 năm 1999, khu vực đường đã được thay đổi từ Yongjong-dong thành Byeongbang-dong, Gyeyang-gu, Incheon, 1,48 km[29]
- 21 tháng 4 năm 1999: Do công việc mở rộng 8 làn xe khứ hồi giữa Hail IC ~ Toegyewon IC cho đến tháng 12 năm 2002, khu vực đường bộ đã được thay đổi từ Hail-dong, Gangdong-gu, Seoul thành Sanno-dong, Guri-si, Gyeonggi-do tới 8,845 km[30]
- 24 tháng 6 năm 1999: Để xây dựng đoạn Ilsan ~ Nowon ~ Toegyewon vào năm 2005, đoạn 30,7 km giữa Naegok-dong, Deogyang-gu, Goyang-si, Gyeonggi-do và Sanggye-dong, Nowon-gu, Seoul, và đoạn 5,6 km giữa Sanggye-dong, Nowon-gu, Seoul và Hwajeop-ri, Byeolnae-myeon, Namyangju-si, Gyeonggi-do được xác định là khu vực đường bộ[31]
- 15 tháng 7 năm 1999: Thay đổi khu vực đường giữa Sampyeong-dong, Bundang-gu, Seongnam-si và Chungung-dong, Hanam-si, Gyeonggi-do do sự thay đổi hướng tuyến của Seongnam IC, Songpa IC và W.Hanam IC cho đến năm 2002[32]
- 26 tháng 11 năm 1999: Khai trương đoạn 7,8 km giữa Gimpo IC ~ Seoun JC, và đoạn 21,3 km giữa Jangsu IC ~ Sanbon IC[33]
- 1 tháng 1 năm 2000: Hail IC đổi tên thành Gangil IC
- 21 tháng 11 năm 2000: Khánh thành Nooji JC[34]
- 1 tháng 5 năm 2001: Mở rộng đoạn 5,32 km giữa Hanam JC ~ Gangil IC[35]
- 30 tháng 6 năm 2001: Khởi công xây dựng đoạn Toegyewon IC – Ilsan IC
- 25 tháng 8 năm 2001: Số tuyến thay đổi từ số 101 thành số 100.[36]
- 11 tháng 9 năm 2001: Khai trương Sinpyeong IC ~ Ilsan IC[37]
- 21 tháng 9 năm 2001: Mở rộng Pangyo JC ~ Seongnam IC và mở rộng 8 làn xe
- 6 tháng 12 năm 2001: Thay đổi diện tích đường giữa Geumto-dong, Sujeong-gu, Seongnam-si, Gyeonggi-do và Sampyeong-dong, Bundang-gu, 1,45 km để mở rộng đường Pangyo JC cho đến tháng 12 năm 2002[38]
- 19 tháng 3 năm 2002: Thay đổi khu vực đường giữa Sampyeong-dong, Bundang-gu, Seongnam-si, Gyeonggi-do và Hwajeom-ri, Byeolnae-myeon, Namyangju-si, đoạn 34,3 km để xây dựng Trạm thu phí Seongnam và Trạm thu phí Guri Mở rộng ngõ cho đến tháng 12 năm 2002[39]
- 10 tháng 12 năm 2002: Mở rộng và khai trương Seongnam IC ~ Toegyewon IC 8 làn xe khứ hồi
- 8 tháng 7 năm 2003: Thay đổi khu vực đường từ Naegok-dong, Deokyang-gu, Goyang-si, Gyeonggi-do đến Hwajeop-ri, Byeolnae-myeon, Namyangju-si, đoạn 36,3 km để thành lập trạm thu phí vào tháng 6 2006[40]
- 29 tháng 10 năm 2003: Lắp đặt các làn đường bổ sung trong đoạn từ Gyeyang IC ~ Seoun JC theo hướng Pangyo vào năm 2004, thay đổi vùng đường trong đoạn 390m của Seodong-dong, Gyeyang-gu, Incheon và đổi tên từ Bakchon IC ~ Gyeyang IC[41]
- 1 tháng 2 năm 2005: Đoạn giữa Seodong-dong và Byeongbang-dong, Gyeyang-gu, Incheon, để cải tạo các đường nối Gyeyang IC cho đến năm 2007[42], thay đổi vùng đường giữa Todang-dong, Deokyang-gu, Goyang-si, Gyeonggi-do, cho công tác cải tạo đường dốc Jayuro IC cho đến năm 2006 [43]
- 30 tháng 6 năm 2006: Songchu IC ~ Ilsan IC dài 18,3 km, Toegyewon IC ~ Uijeongbu IC dài 10,5 km được khai trương[44]
- 11 tháng 1 năm 2007: Do khiếu nại dân sự vào tháng 6 năm 2008, đoạn 36,3 km giữa Naegok-dong, Deokyang-gu và Hwajeop-ri, Byeolnae-myeon, Goyang-si, Gyeonggi-do đã được thay đổi thành khu vực thay đổi đường cho thay đổi thiết kế của Sanhwang-dong, Ilsan-gu, Goyang-si, Sinwon-dong và Daeja-dong, Deokyang-gu, và Hwajeop-ri, Byeolnae-myeon, Namyangju-si[45]
- 11 tháng 7 năm 2007: Thay đổi khu vực đường ở Jangsu-dong, Namdong-gu, Incheon để xây dựng phần mở rộng của làn giảm tốc Jangsu IC cho đến năm 2008[46]
- 1 tháng 10 năm 2007: Howon ICđóng cửa để kết nối trực tiếp với Uijeongbu IC và Songchu IC, bao gồm Đường hầm Sapaesan[47]
- 28 tháng 12 năm 2007: Đoạn Uijeongbu IC ~ Songchu IC dài 7,5 km được thông xe, tất cả các đoạn đều thông xe[48][49]
- 2 tháng 1 năm 2008: Kế hoạch thực hiện dự án Cơ sở đầu tư tư nhân đoạn Ilsan ~ Toegyewon thay đổi[50]
- 9 tháng 6 năm 2008: Thay đổi khu vực đường đoạn 620m của Donong-dong, Namyangju-si, Gyeonggi-do để cải thiện các làn tăng tốc và giảm tốc của Namyangju IC vào năm 2009[51]
- 24 tháng 12 năm 2008: Đoạn Chungung-dong, Hanam-si, Gyeonggi-do, để lắp đặt Khu nghỉ ngơi W.Hanam vào năm 2009[52], Thay đổi khu vực đường bộ giữa Sano-dong, Guri-si, Gyeonggi-do để lắp đặt Khu nghỉ dưỡng Guri, năm 2010[53]
- 15 tháng 7 năm 2009: Với việc khai trương Đường cao tốc Seoul–Yangyang, Gangil IC đã được đổi thành nút giao thông. Tuy nhiên, để tránh nhầm lẫn tên, tên này được duy trì dưới dạng trao đổi.
- 3 tháng 5 năm 2010: Dori JC mở cửa với việc khai trương Đường cao tốc Gyeongin thứ 3[54]
- 13 tháng 12 năm 2010: Jungdong IC tạm thời đóng cửa do mất tấm trên cùng của đoạn Jungdong IC do một vụ cháy tàu chở dầu xảy ra bên dưới Cầu cạn Bucheon. Bắt đầu kiểm soát một phần Jungdong IC, Jangsu IC và Gyeyang IC
- 23 tháng 12 năm 2010: Khởi công xây dựng Jungdong IC
- Ngày 28 tháng 12 năm 2010: Đoạn 128,02 km từ Pangyo JC ~ Pangyo JC được công bố là Đường cao tốc Vành đai Ngoài Seoul tại địa chỉ tên đường[55]
- 15 tháng 3 năm 2011: Jungdong IC mở cửa trở lại. Giải phóng kiểm soát một phần[56].
- 30 tháng 3 năm 2012: Công việc tái thiết Howon IC bắt đầu[57]
- 1 tháng 5 năm 2012: Thay đổi diện tích đường cho đoạn Howon-dong, Uijeongbu-si, Gyeonggi-do dài 4,74 km để xây dựng Howon IC[58]
- 20 tháng 9 năm 2012: Thay đổi đoạn 1,886 km của Unjung-dong thành 1,845 km ở Unjung-dong, Bundang-gu, Seongnam-si, Gyeonggi-do để cải tạo cầu Unjung cho đến tháng 12 năm 2015[59]
- 27 tháng 12 năm 2012: Thay đổi diện tích đường cho đoạn Jonam-dong, Siheung-si, Gyeonggi-do dài 1,23 km để xây dựng một trạm dừng nghỉ mới trên tuyến chính của Siheung vào năm 2014[60]
- 29 tháng 9 năm 2014: Cổng thu phí Guri đổi thành cổng thu phí Guri Namyangju
- 27 tháng 3 năm 2015: Bộ Đất đai, Cơ sở hạ tầng và Giao thông thông báo điểm đầu và điểm cuối là 'Sampyeong-dong, Bundang-gu, Seongnam-si, Gyeonggi-do'[61]
- 28 tháng 5 năm 2015: Mở lại Howon IC cách Pangyo 44,2 km[62][63]
- 14 tháng 10 năm 2015: Thay đổi khu vực đường cho đoạn 1,2 km của Jonam-dong, Siheung-si, Gyeonggi-do để xây tường cách âm gần Khu nhà ở công cộng Mokgam vào tháng 6 năm 2016[64]
- 19 tháng 11 năm 2015: Thay đổi diện tích đường cho đoạn 600m của Bokjeong-dong và Taepyeong-dong, Sujeong-gu, Seongnam-si, Gyeonggi-do cho công việc lắp đặt EX-hub của Trạm Đại học Gachon cho đến tháng 12 năm 2015[65]
- 26 tháng 8 năm 2016: Hoãn thời gian dự án lắp đặt tường cách âm gần Khu nhà ở công cộng Mokgam sang tháng 12 năm 2018[66]
- 4 tháng 5 năm 2017: Thay đổi diện tích đường giữa Jangji-dong và Geoyeo-dong, Songpa-gu, Seoul, 3,27 km để cải thiện Songpa IC cho đến tháng 8 năm 2019[67]
- 12 tháng 11 năm 2017: Khu dịch vụ Siheung Haneul mới mở[68][69][70]
- 29 tháng 3 năm 2018: Giảm mức thu phí tại 7 trạm thu phí ở phần đầu tư tư nhân (Toegyewon IC ~ Ilsan IC)[71][72]
- 29 tháng 4 năm 2019: Thay đổi diện tích đường giữa Jangji-dong và Geoyeo-dong, Songpa-gu, Seoul cho dự án cải thiện Songpa IC cho đến tháng 12 năm 2021[73]
- 24 tháng 5 năm 2019: Thay đổi diện tích đường trong đoạn 294m của Seongnam-dong, Jungwon-gu, Seongnam-si, Gyeonggi-do để xây dựng Seongnam IC vào tháng 12 năm 2020[74]
- 1 tháng 9 năm 2020: Tên tuyến đường được thay đổi từ Đường cao tốc vành đai ngoài Seoul thành Đường cao tốc vành đai 1 vùng thủ đô[75]
- 22 tháng 10 năm 2020: Thông báo đổi tên thành địa chỉ tên đường từ Đường cao tốc vành đai ngoài Seoul thành Đường cao tốc vành đai 1 vùng thủ đô[76]
- 7 tháng 11 năm 2020: Khai trương Goyang JC
- 3 tháng 2 năm 2021: Khai trương di dời đoạn đường vào Heolleung-ro, Songpa IC[77]

## Chi tiết tuyến đường

### Số làn đường
- Hanam JC ~ Gangil IC, Ilsan IC ~ Jayuro IC: 10 làn xe
- Các đoạn còn lại: 8 làn xe

### Tổng chiều dài
- 128.02 km

### Tốc độ giới hạn
- Tối đa: 100 km/h, Tối thiểu: 50 km/h trên tất cả các đoạn

### Đường hầm
| Tên                    | Vị trí                                              | Chiều dài | Ngày hoàn thành | Ghi chú |
| ---------------------- | --------------------------------------------------- | --------- | --------------- | ------- |
| Hầm Gwangam (Guri)     | Gwangam-dong, Hanam-si, Gyeonggi-do                 | 726m      | 2002            |         |
| Hầm Gwangam (Pangyo1)  | Gwangam-dong, Hanam-si, Gyeonggi-do                 | 743m      | 1991            |         |
| Hầm Gwangam (Pangyo2)  | Gwangam-dong, Hanam-si, Gyeonggi-do                 | 752m      | 1991            |         |
| Hầm Buramsan (Ilsan)   | Sanggye-dong, Nowon-gu, Seoul                       | 1,685m    | 2006            |         |
| Hầm Buramsan (Guri)    | Sanggye-dong, Nowon-gu, Seoul                       | 1,665m    | 2006            |         |
| Hầm Suraksan           | Jangam-dong, Uijeongbu-si, Gyeonggi-do              | 2,950m    | 2006            |         |
| Hầm Howon (Ilsan)      | Howon-dong, Uijeongbu-si, Gyeonggi-do               | 180m      | 2007            |         |
| Hầm Howon (Guri)       | Howon-dong, Uijeongbu-si, Gyeonggi-do               | 149m      | 2007            |         |
| Hầm Sapaesan (Ilsan)   | Uldae-ri, Jangheung-myeon, Yangju-si, Gyeonggi-do   | 3,997m    | 2007            |         |
| Hầm Sapaesan (Guri)    | Uldae-ri, Jangheung-myeon, Yangju-si, Gyeonggi-do   | 3,993m    | 2007            |         |
| Hầm Nogosan 1 (Ilsan)  | Samsang-ri, Jangheung-myeon, Yangju-si, Gyeonggi-do | 2,177m    | 2006            |         |
| Hầm Nogosan 1 (Guri)   | Samsang-ri, Jangheung-myeon, Yangju-si, Gyeonggi-do | 2,197m    | 2006            |         |
| Hầm Nogosan 2 (Ilsan)  | Samsang-ri, Jangheung-myeon, Yangju-si, Gyeonggi-do | 975m      | 2006            |         |
| Hầm Nogosan 2 (Guri)   | Samsang-ri, Jangheung-myeon, Yangju-si, Gyeonggi-do | 995m      | 2006            |         |
| Hầm Sorae (Pangyo)     | Daeya-dong, Siheung-si, Gyeonggi-do                 | 421m      | 1999            |         |
| Hầm Sorae (Ilsan)      | Daeya-dong, Siheung-si, Gyeonggi-do                 | 446m      | 1999            |         |
| Hầm Suam (Pangyo)      | Anyang-dong, Manan-gu, Anyang-si, Gyeonggi-do       | 1,254m    | 1999            |         |
| Hầm Suam (Ilsan)       | Anyang-dong, Manan-gu, Anyang-si, Gyeonggi-do       | 1,294m    | 1999            |         |
| Hầm Suri (Pangyo)      | Sanbon-dong, Gunpo-si, Gyeonggi-do                  | 1,865m    | 1999            |         |
| Hầm Suri (Ilsan)       | Sanbon-dong, Gunpo-si, Gyeonggi-do                  | 1,882m    | 1999            |         |
| Hầm Anyang             | Hogye-dong, Dongan-gu, Anyang-si, Gyeonggi-do       | 390m      | 1996            |         |
| Hầm Cheonggye (Pangyo) | Cheonggye-dong, Uiwang-si, Gyeonggi-do              | 550m      | 1995            |         |
| Hầm Cheonggye (Ilsan)  | Cheonggye-dong, Uiwang-si, Gyeonggi-do              | 450m      | 1995            |         |

### Cầu
- Cầu Tancheon
- Cầu Geoyeo
- Cầu Gangdong
- Cầu Jangam
- Cầu Gongneungcheon 1
- Cầu Gongneungcheon 2
- Cầu Gongneungcheon 3
- Cầu Gongneungcheon 4
- Cầu Daegok
- Cầu Gimpo
- Cầu Gyul Huyndai
- Cầu Byeongbang
- Cầu Yongjong 1
- Cầu Yongjong 2
- Cầu cạn Bucheon
- Cầu Surisan
- Cầu cạn Anyang
- Cầu cạn Pyeongchon
- Cầu Hagui

## Nút giao thông · Giao lộ
- IC và JC: Giao lộ, TG: Trạm thu phí, SA: Khu vực dịch vụ.
- Đơn vị đo khoảng cách là km.
  - Phần màu xanh dương nhạt (■): Đoạn đường do Công ty TNHH đường cao tốc Seoul vận hành

| Số   | Tên                 | Tên               | Khoảng cách | Tổng khoảng cách | Kết nối | Vị trí      | Vị trí       | Ghi chú                                                                                            |
| Số   | Tiếng Anh           | Hangul            | Khoảng cách | Tổng khoảng cách | Kết nối | Vị trí      | Vị trí       | Ghi chú                                                                                            |
| ---- | ------------------- | ----------------- | ----------- | ---------------- | --- | ----------- | ------------ | -------------------------------------------------------------------------------------------------- |
| 1    | Pangyo JC           | 판교 분기점       | -           | 0.00             | Đường cao tốc Gyeongbu | Gyeonggi-do | Seongnam-si  | Không thể tiếp cận Đường cao tốc Gyeongbu (Hướng đi Seoul) bằng cả hai hướng Kết nối với Pangyo IC |
| 2    | Seongnam            | 성남              | 4.16        | 4.16             | Quốc lộ 3 (Gyeongchung-daero·Seongnam-daero) | Gyeonggi-do | Seongnam-si  | |
| TG   | Seongnam TG         | 성남 요금소       |             |                  | | Gyeonggi-do | Seongnam-si  | Trạm thu phí chính                                                                                 |
| 3    | Songpa              | 송파              | 5.20        | 9.36             | Quốc lộ 3 (Seongnam-daero·Songpa-daero) Tỉnh lộ 342 (Heolleung-ro) Tuyến đường thành phố Seoul số 41 (Heolleung-ro) Tuyến đường thành phố Seoul số 71 (Songpa-daero) Wiryejungang-ro | Seoul       | Songpa-gu    | |
| 4    | W.Hanam             | 서하남            | 5.00        | 14.36            | Seohanam-ro | Gyeonggi-do | Hanam-si     | |
| SA   | W.Hanam SA          | 서하남휴게소      |             |                  | | Gyeonggi-do | Hanam-si     | Hướng đi Seongnam                                                                                  |
| 5    | Hanam JC            | 하남 분기점       | 4.96        | 19.32            | Đường cao tốc Jungbu | Gyeonggi-do | Hanam-si     | |
| 6    | Sangil              | 상일              | 2.53        | 21.85            | Quốc lộ 43 (Jojeong-daero·Cheonho-daero) Tuyến đường thành phố Seoul số 50 (Cheonho-daero)                                                                                           | Seoul       | Gangdong-gu  | |
| 7    | Gangil              | 강일              | 3.04        | 24.89            | Đường cao tốc Seoul–Yangyang Tuyến đường thành phố Seoul số 88 (Olympic-daero) Misa-daero                                                                                            | Seoul       | Gangdong-gu  | Hail IC cũ                                                                                         |
| 8    | Topyeong            | 토평              | 0.99        | 25.88            | Tuyến đường thành phố Seoul số 70 (Gangbyeonbuk-ro) | Gyeonggi-do | Guri-si      | Thu phí khi vào hướng Seongnam và ra hướng Goyang                                                  |
| TG   | Guri-Namyangju TG   | 구리남양주 요금소 |             |                  | | Gyeonggi-do | Guri-si      | Trạm thu phí chính Trạm thu phí Guri cũ                                                            |
| 9    | Namyangju           | 남양주            | 2.40        | 28.28            | Quốc lộ 6 (Gyeongchun-ro) Migeum-ro | Gyeonggi-do | Namyangju-si | Chỉ có thể vào hướng Seongnam và ra hướng Goyang                                                   |
| 10   | Guri                | 구리              | 1.90        | 30.18            | Đường cao tốc đô thị Bukbu Quốc lộ 43 (Donggureung-ro) Quốc lộ 46 (Donggureung-ro)                                                                                                   | Gyeonggi-do | Guri-si      | |
| SA   | Guri SA             | 구리휴게소        |             |                  | | Gyeonggi-do | Guri-si      | Hướng đi Uijeongbu (Không có trạm xăng)                                                            |
| 12   | Toegyewon           | 퇴계원            | 2.73        | 32.91            | Quốc lộ 47 (Gyeongchunbuk -ro·Geumgang-ro) ( Quốc lộ 43 (Geumgang-ro·Donggureung-ro)) ( Quốc lộ 46 (Geumgang-ro·Donggureung-ro))                                                     | Gyeonggi-do | Guri-si      | |
| TG   | Buramsan TG         | 불암산 요금소     |             |                  | | Gyeonggi-do | Namyangju-si | Trạm thu phí chính cùng với trạm xe bus                                                            |
| 13   | Byeollae            | 별내              | 2.39        | 35.30            | Buram-ro | Gyeonggi-do | Namyangju-si | Thu phí khi vào hướng Goyang và ra hướng Seongnam                                                  |
| 14   | Uijeongbu           | 의정부            | 7.30        | 42.60            | Quốc lộ 3 (Dongil-ro·Pyeonghwa-ro) (Tuyến đường thành phố Seoul số 61 (Dongbuganseondoro))                                                                                           | Gyeonggi-do | Uijeongbu-si | |
| 14-1 | Howon               | 호원              | 1.60        | 44.20            | Seobu-ro | Gyeonggi-do | Uijeongbu-si | Trả phí khi vào và ra khỏi nút giao                                                                |
| 15   | Songchu             | 송추              | 6.20        | 50.40            | Bukhansan-ro | Gyeonggi-do | Yangju-si    | Thu phí khi vào hướng Seongnam và ra hướng Goyang                                                  |
| TG   | Yangju TG           | 양주 요금소       |             |                  | | Gyeonggi-do | Yangju-si    | Trạm thu phí chính cùng với trạm xe bus (Hướng đi Uijeongbu)                                       |
| SA   | Yangju SA           | 양주휴게소        |             |                  | | Gyeonggi-do | Yangju-si    | Cùng trạm xe buýt theo hướng Goyang                                                                |
| 16   | Tongillo            | 통일로            | 9.20        | 59.60            | Quốc lộ 1 (Tongil-ro) ( Quốc lộ 39 (Hoguk-ro)) | Gyeonggi-do | Goyang-si    | Thu phí khi vào hướng Goyang và ra hướng Seongnam                                                  |
| 16-1 | Goyang JC           | 고양 분기점       |             |                  | Đường cao tốc Pyeongtaek–Paju | Gyeonggi-do | Goyang-si    | |
| 17   | Goyang              | 고양              | 7.40        | 67.00            | Tỉnh lộ 356 (Goyang-daero) | Gyeonggi-do | Goyang-si    | Thu phí khi vào hướng Goyang và ra hướng Seongnam                                                  |
| 18   | Ilsan               | 일산              | 2.97        | 69.97            | Jungang-ro | Gyeonggi-do | Goyang-si    | |
| 19   | Jayuro              | 자유로            | 2.21        | 72.18            | Quốc lộ 77 (Jayu-ro) | Gyeonggi-do | Goyang-si    | Sinpyeong IC cũ                                                                                    |
| 20   | Gimpo               | 김포              | 3.11        | 75.29            | Quốc lộ 48 (Gimpo-daero) | Gyeonggi-do | Gimpo-si     | |
| TG   | Gimpo TG            | 김포 요금소       |             |                  | | Gyeonggi-do | Gimpo-si     | Trạm thu phí chính cùng với trạm xe bus                                                            |
| 21   | No-oji JC           | 노오지 분기점     | 3.75        | 79.04            | Đường cao tốc sân bay Quốc tế Incheon | Incheon     | Gyeyang-gu   | Không thể đi vào Đường cao tốc Sân bay Quốc tế Incheon (Hướng đi Goyang) theo cả hai hướng         |
| 22   | Gyeyang             | 계양              | 3.02        | 82.06            | Gyeongmyeong-daero ( Quốc lộ 39 (Beolmal-ro)) | Incheon     | Gyeyang-gu   | Lắp đặt đèn giao thông trên tuyến chính Bakchon IC cũ                                              |
| 23   | Seoun JC            | 서운 분기점       | 2.25        | 84.31            | Đường cao tốc Gyeongin | Incheon     | Gyeyang-gu   | Lắp đặt đèn giao thông trên tuyến chính.                                                           |
| 24   | Jungdong            | 중동              | 2.08        | 86.39            | Gilju-ro | Gyeonggi-do | Bucheon-si   | Lắp đặt đèn giao thông trên tuyến chính.                                                           |
| 25   | Songnae             | 송내              | 2.02        | 88.41            | Quốc lộ 46 (Gyeongin-ro) (Songnae-daero·Munemi-ro) | Gyeonggi-do | Bucheon-si   | Lắp đặt đèn giao thông trên tuyến chính.                                                           |
| 26   | Jangsu              | 장수              | 2.41        | 90.82            | Munemi-ro Suhyeon-ro | Incheon     | Namdong-gu   | Chỉ có thể vào hướng Goyang và ra hướng Seongnam Lắp đặt đèn giao thông trên tuyến chính.          |
| 27   | Siheung             | 시흥              | 4.21        | 95.03            | Seohaean-ro | Gyeonggi-do | Siheung-si   | |
| TG   | Siheung TG          | 시흥 요금소       |             |                  | | Gyeonggi-do | Siheung-si   | Trạm thu phí chính cùng với trạm xe bus                                                            |
| 28   | Anhyeon JC          | 안현 분기점       | 2.66        | 97.69            | Đường cao tốc Gyeongin thứ hai | Gyeonggi-do | Siheung-si   | |
| 28-1 | Dori JC             | 도리 분기점       | 4.81        | 102.50           | Đường cao tốc Gyeongin thứ ba | Gyeonggi-do | Siheung-si   | Ở cả hai hướng, không thể đi vào Đường cao tốc Gyeongin thứ ba (Hướng đi Siheung)                  |
| SA   | Siheung haneul SA   | 시흥하늘휴게소    |             |                  | | Gyeonggi-do | Siheung-si   | Cả 2 hướng                                                                                         |
| 29   | Jonam JC            | 조남 분기점       | 4.44        | 106.94           | Đường cao tốc Seohaean | Gyeonggi-do | Siheung-si   | |
| 30   | Sanbon              | 산본              | 5.27        | 112.21           | Sanbon-ro | Gyeonggi-do | Gunpo-si     | |
| 31   | Pyeongchon          | 평촌              | 4.13        | 116.34           | Singi-daero Pyeongchon-daero Gwanpyeong-ro ( Quốc lộ 1 (Gyeongsu-daero)) ( Quốc lộ 47 (Heungan-daero))                                                                               | Gyeonggi-do | Anyang-si    | |
| 32   | Hagui JC            | 학의 분기점       | 2.86        | 119.20           | Tỉnh lộ 390 (Bongdamgwacheon-ro) | Gyeonggi-do | Uiwang-si    | |
| SA   | Uiwang-Cheonggye SA | 의왕청계휴게소    |             |                  | | Gyeonggi-do | Uiwang-si    | Cùng trạm xe buýt theo hướng Goyang                                                                |
| TG   | Cheonggye TG        | 청계 요금소       |             |                  | | Gyeonggi-do | Uiwang-si    | Trạm thu phí chính cùng với trạm xe bus (Hướng đi Seongnam)                                        |
| 1    | Pangyo JC           | 판교 분기점       | 8.82        | 128.02           | Đường cao tốc Gyeongbu | Gyeonggi-do | Seongnam-si  | Không thể vào Đường cao tốc Gyeongbu (Hướng đi Seoul) bằng cả hai hướng Kết nối với Pangyo IC      |

## Khu vực đi qua
Gyeonggi-do
- Seongnam-si Bundang-gu Sampyeong-dong - Seongnam-si Sujeong-gu Geumto-dong - Seongnam-si Bundang-gu Sampyeong-dong - Seongnam-si Sujeong-gu Sasong-dong - Seongnam-si Bundang-gu Yatap-dong - Seongnam-si Jungwon-gu (Yeosu-dong - Seongnam-dong) - Seongnam-si Sujeong-gu (Sujin-dong - Taepyeong-dong - Bokjeong-dong)

Seoul
- Songpa-gu (Jangji-dong - Geoyeo-dong - Macheon-dong)

Gyeonggi-do
- Hanam-si (Gamil-dong - Gwangam-dong - Chungung-dong - Deokpung-dong - Choil-dong)

Seoul
- Gangdong-gu (Sangil-dong - Gangil-dong - Godeok-dong)

Gyeonggi-do
- Guri-si (Topyeong-dong - Sutaek-dong) - Namyangju-si (Dasan-dong - Donong-dong) - Guri-si (Inchang-dong - Sano-dong) - Namyangju-si (Toegyewon-eup - Byeolnae-dong)

Seoul
- Nowon-gu Sanggye-dong

Gyeonggi-do
- Uijeongbu-si (Jangam-dong - Howon-dong - Poongan-dong) - Yangju-si Jangheung-myeon - Goyang-si Deogyang-gu Seonyu-dong - Yangju-si Jangheung-myeon - Goyang-si Deogyang-gu (Ogeum-dong - Daeja-dong - Sinwon-dong - Wondang-dong - Seongsa-dong - Jugyo-dong) - Goyang-si Ilsandong-gu Sanhwang-dong - Goyang-si Deogyang-gu (Naegok-dong - Daejang-dong - Todang-dong-Sinpyeong-dong) - Gimpo-si Gochon-eup

Incheon
- Gyeyang-gu (Nooji-dong - Seonju-dong - Gyulhyeon-dong - Dongyang-dong - Parkchon-dong - Byeongbang-dong - Yongjong-dong - Seoun-dong) - Bupyeong-gu Samsan-dong

Gyeonggi-do
- Bucheon-si (Sang-dong - Songnae-dong)

Incheon
- Bupyeong-gu (Ilsin-dong - Gusan-dong) - Namdong-gu Jangsu-dong

Gyeonggi-do
- Siheung-si (Daeya-dong - Gyesu-dong - Anhyeon-dong - Maehwa-dong - Mujinae-dong - Dochang-dong - Geumi-dong - Nongok-dong - Jonam-dong) - Ansan-si Sangnok-gu Suam-dong - Anyang-si Manan-gu Anyang-dong - Gunpo-si Sanbon-dong - Anyang-si Manan-gu Anyang-dong - Gunpo-si Sanbon-dong - Anyang-si Manan-gu Anyang-dong - Gunpo-si Sanbon-dong - Anyang-si Dongan-gu Hogye-dong - Uiwang-si (Naeson-dong - Poil-dong - Hagui-dong - Poil-dong - Cheonggye-dong - Hagui-dong - Cheonggye-dong) - Seongnam-si Bundang-gu Unjung-dong - Seongnam-si Sujeong-gu Geumto-dong - Seongnam-si Bundang-gu Sampyeong-dong

## Hình ảnh

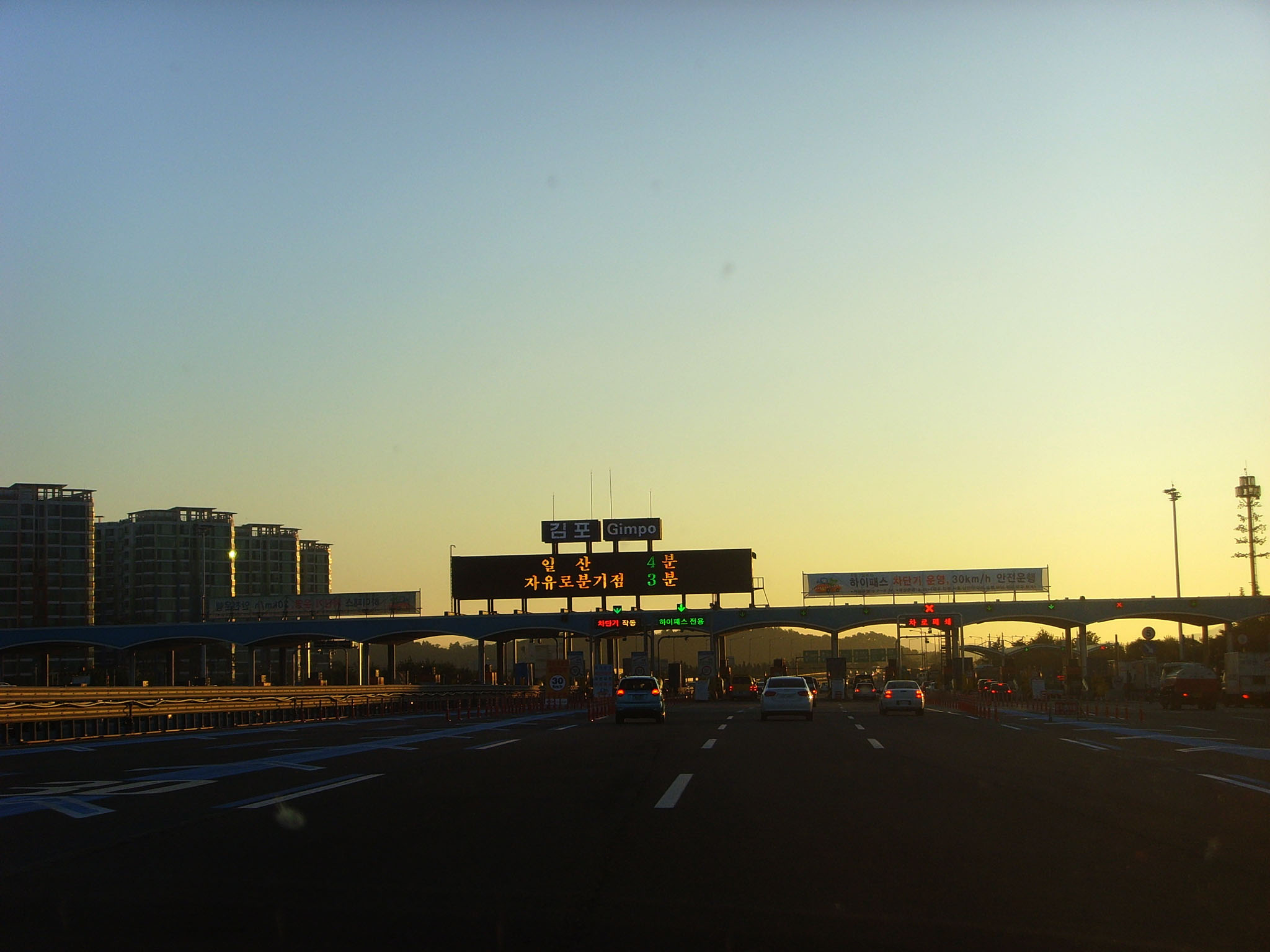
Trạm thu phí Gimpo
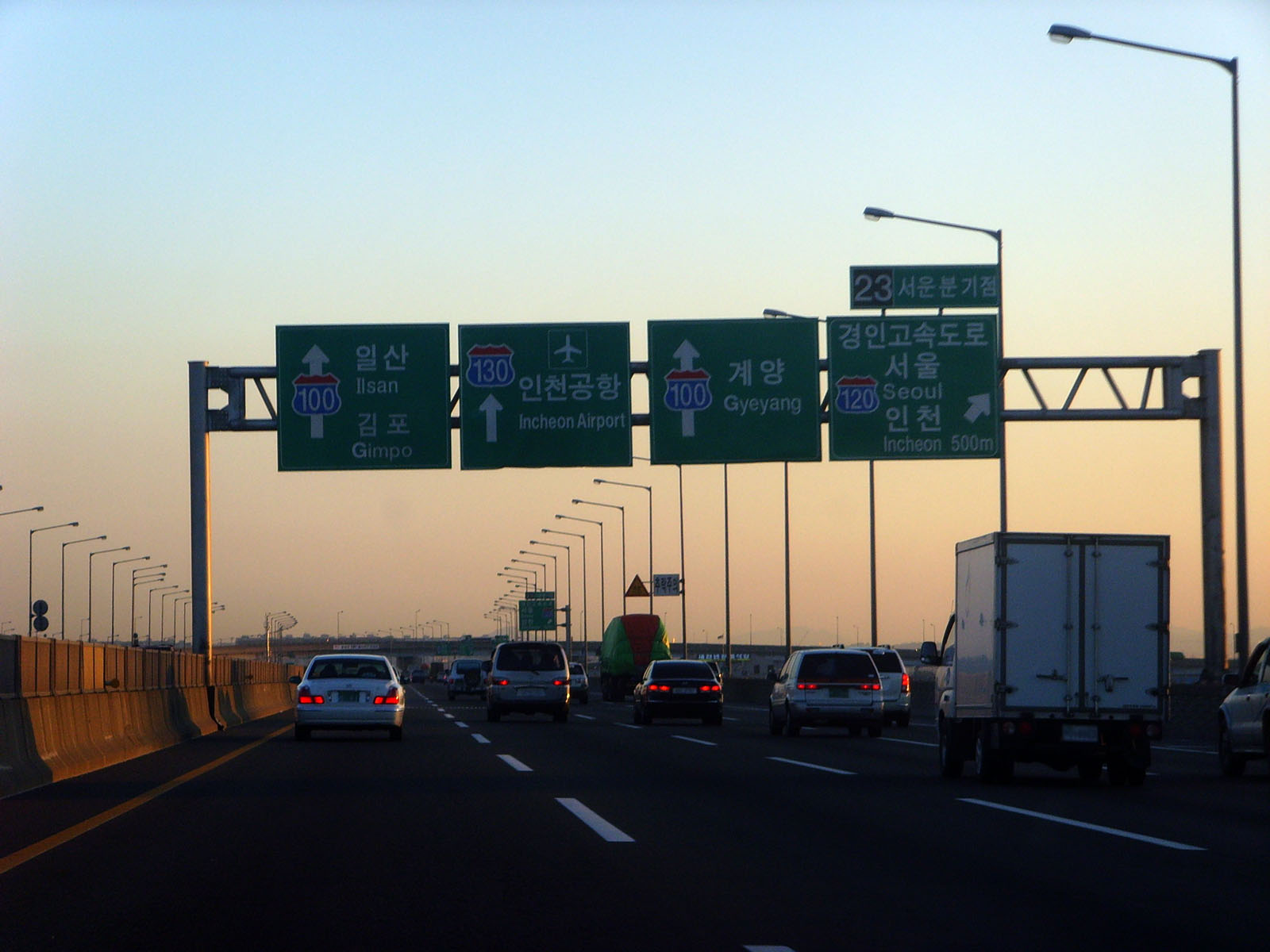
Biển báo Seoun JC
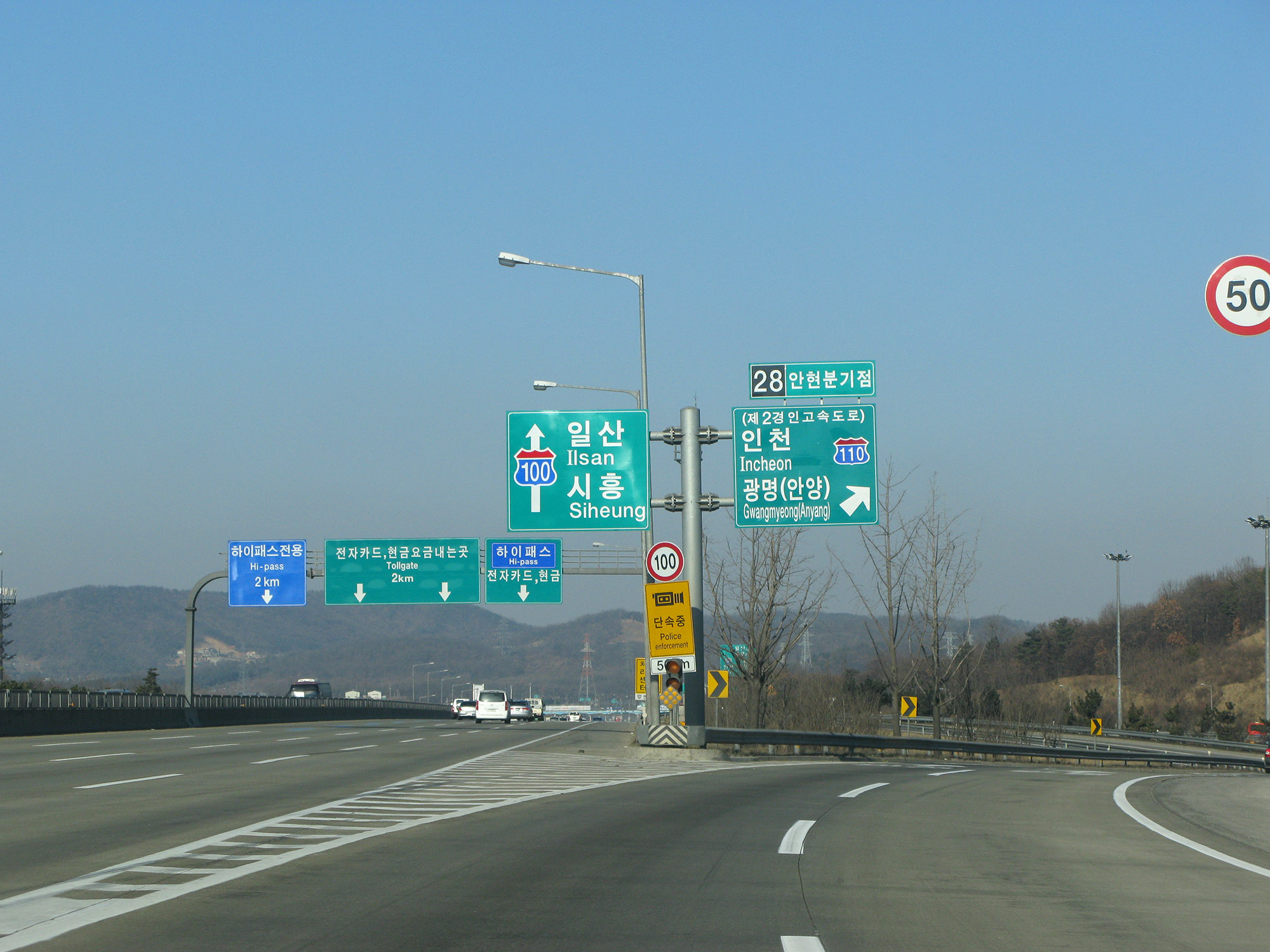
Anhyeon JC
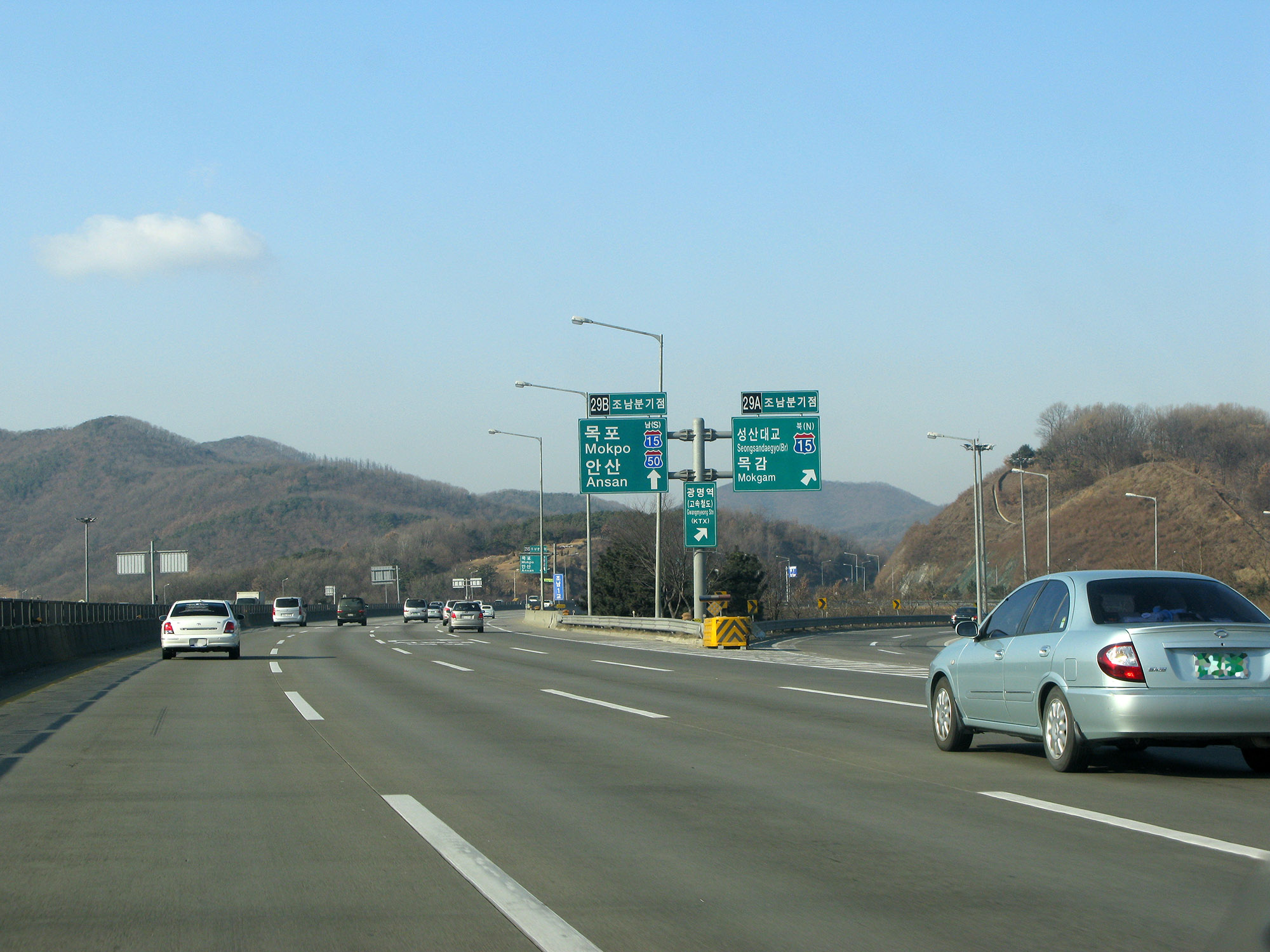
Jonam JC
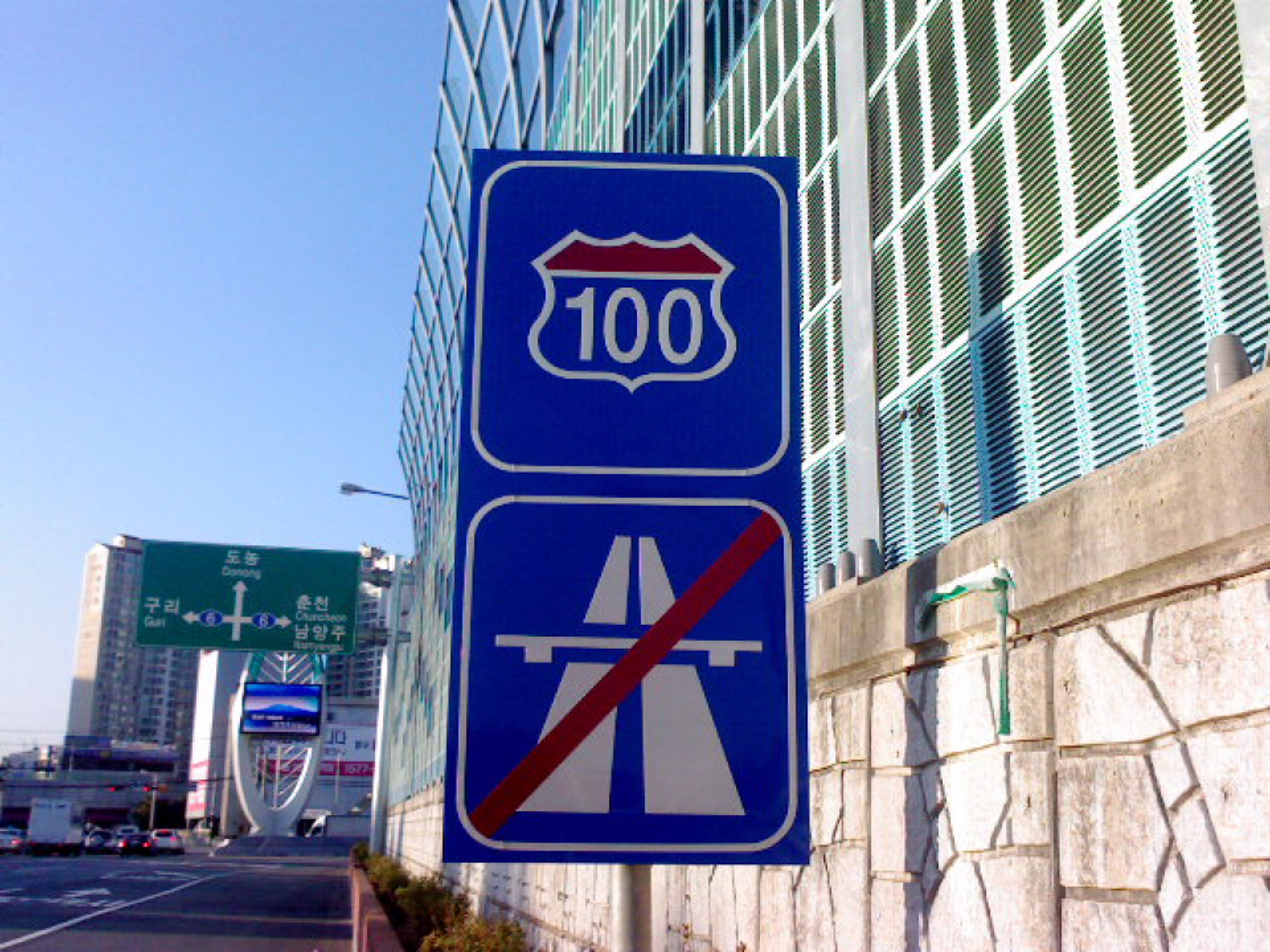
Biển báo kết thúc đường cao tốc tại lối ra Namyangju IC
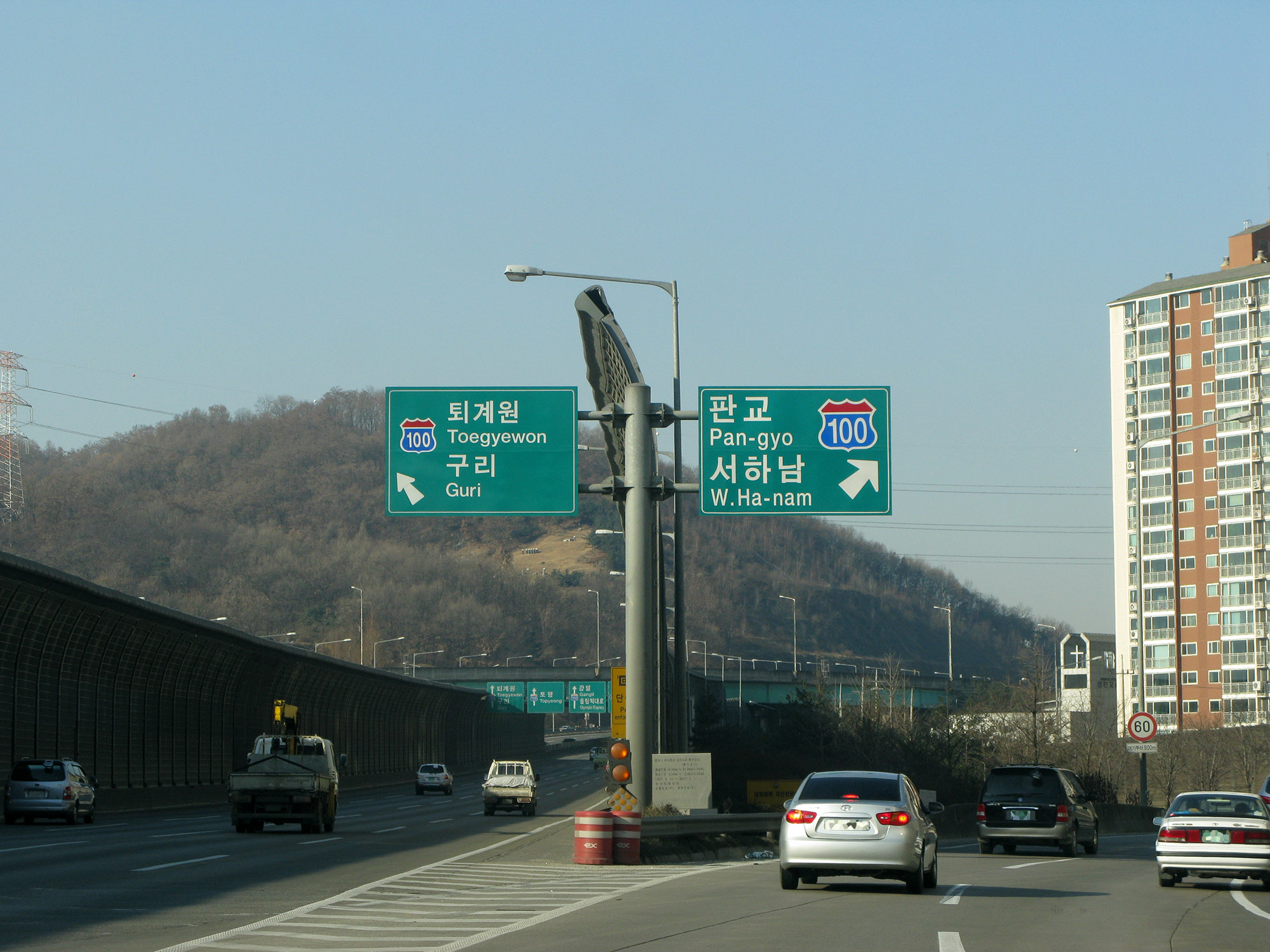
Hanam JC
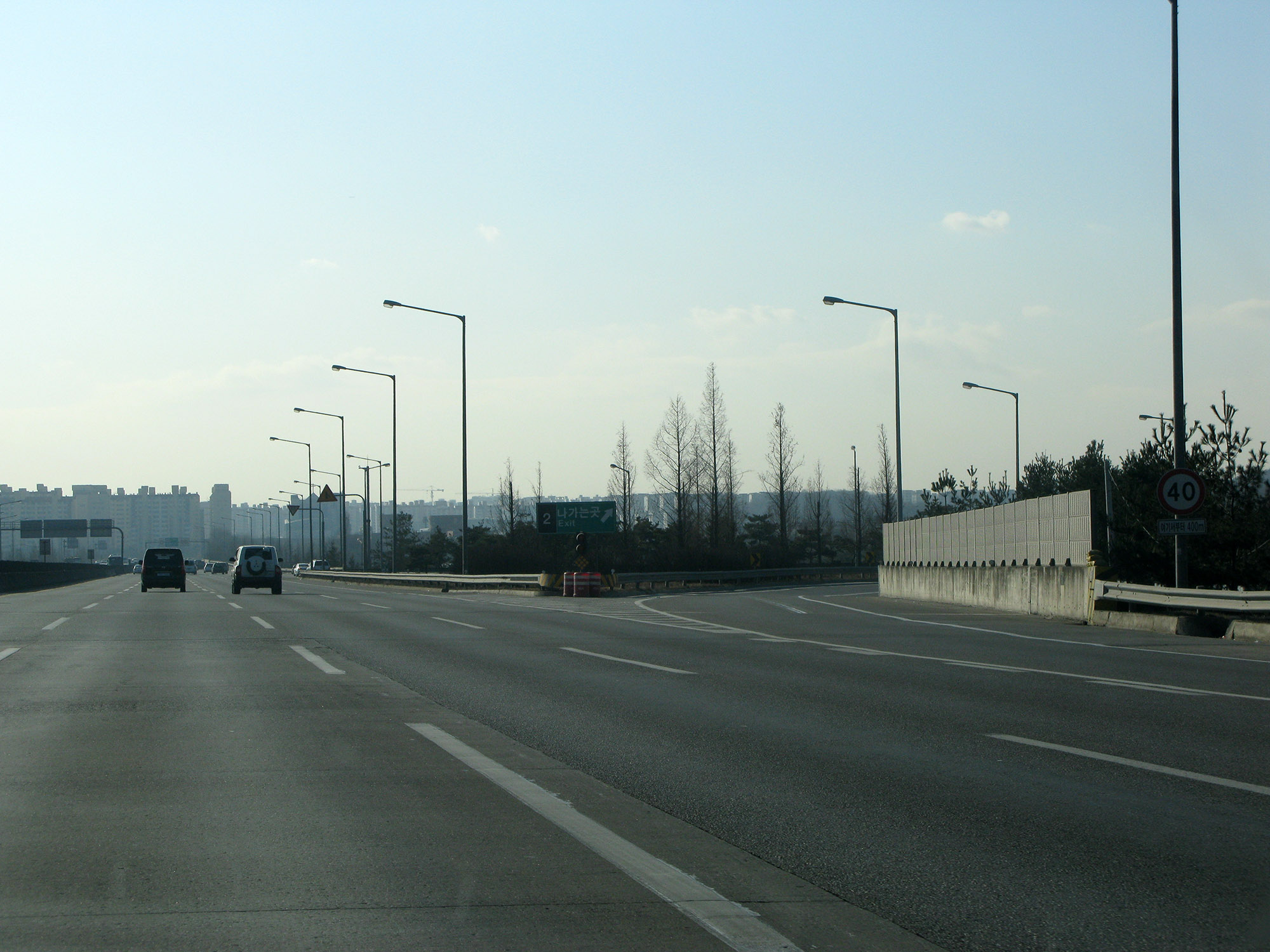
Seongnam IC
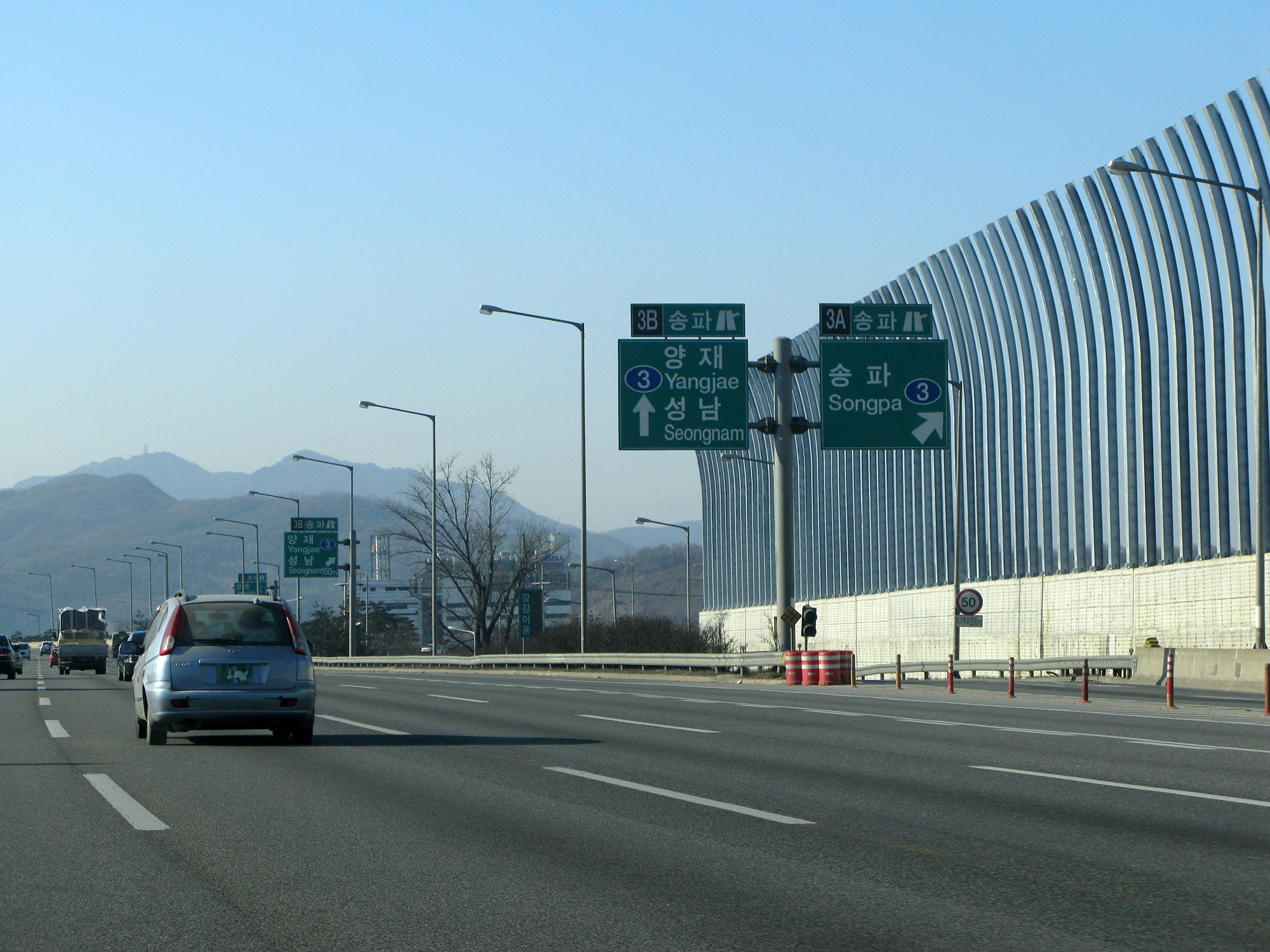
Songpa IC
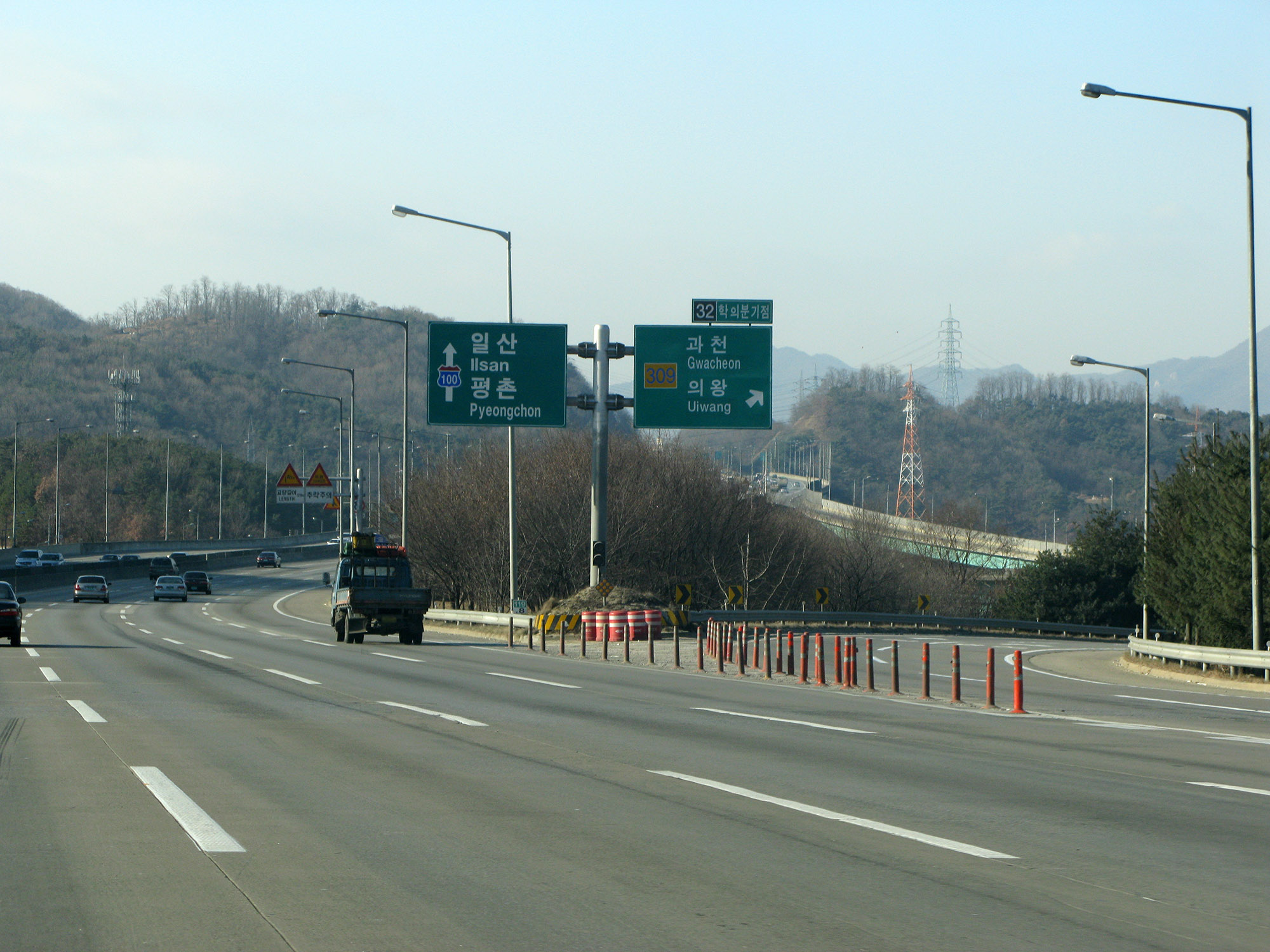
Hagui JC
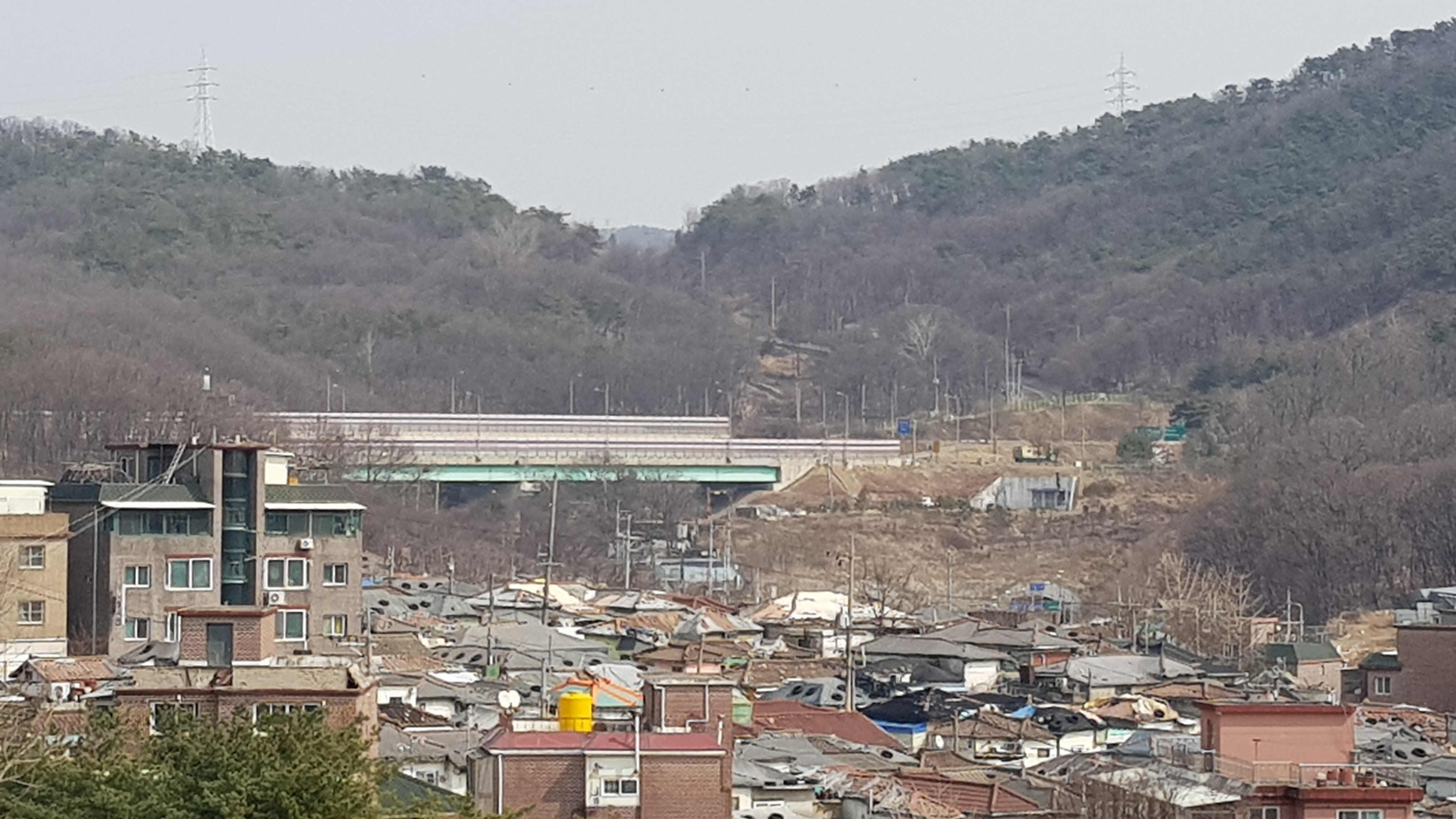
Lối vào đường hầm Buramsan